# Paula Comendador
Paula Comendador Prado (Madrid, 12 de enero de 2007) es una futbolista española. Juega como delantera en el Real Madrid de la Primera División de su país. Es internacional con la selección sub-19 de España.

## Trayectoria
Paula Comendador se unió al Madrid CFF con ocho años. Pasó seis temporadas en el club antes de ponerse la camiseta del Real Madrid en el verano de 2021 donde jugó inicialmente en el sub-16 llegando a ganar el campeonato de Madrid. En la temporada 2022-23 estuvo en la plantilla A-Juvenil y pudo volver a conquistar el título en su categoría con las merengues. El 10 de septiembre de 2023 debutó en las filas del equipo B en un partido contra el Rayo Vallecano de la Segunda Federación Femenina.
Comendador debutó en la plantilla profesional del Real Madrid el 26 de noviembre de 2023 en un encuentro de la Primera División española ante el Sporting de Huelva, entrando como suplente de Hayley Raso en el segundo tiempo.

## Selección nacional
Comendador estrenó la casaca de la selección sub-17 de España el 22 de septiembre de 2022, durante un partido de clasificación para la Eurocopa 2023 ante Bélgica. Las españolas llegaron hasta la final donde cayeron por 2-3 ante Francia. Comendador fue titular en los cinco partidos del torneo y marcó un gol.
En 2024 jugó la Copa Mundial Femenina de Fútbol Sub-17 en Republica Dominicana en donde quedó subcampeona del torneo cayendo en penales ante Corea del Norte.

## Estadísticas

### Clubes
| Club        | País   | Año               |
| ----------- | ------ | ----------------- |
| Madrid CFF  | España | 2015 - 2021       |
| Real Madrid | España | 2021 - "Presente" |

## Palmarés

### Distinciones individuales
| Distinción            | Año  |
| --------------------- | ---- |
| Balón de plata Adidas | 2024 |
| Bota de oro Adidas    | 2024 |